# تديل
تديل  قرية سوريّة تتبع إداريّاً لمحافظة حلب منطقة الأتارب ناحية مركز الأتارب، بلغ تعداد سكانها 1,173 نسمة حسب التعداد السكاني لعام 2004.